# 布纳肯国家公园
布纳肯国家公园是印度尼西亚苏拉威西岛北部的一个海洋公园，位于珊瑚大三角的中心，是390余种珊瑚的栖息地，也有许多鱼类、软体动物、爬行动物和海洋哺乳动物在此生活。布纳肯国家公园是印尼热带水域生态系统的代表，有海草床、珊瑚礁和海岸三种生态系统。
国家公园成立于1991年，是印尼第一个海岸公园。覆盖面积890.65 km²，其中97%是海洋，剩下的3%是陆地，包括5个主要岛屿：布纳肯、万鸦老图阿、Mantehage、Nain和Siladen，公园南部也覆盖苏拉威西本岛上一部分丹戎克拉巴海岸（Tanjung Kelapa）。
2018年8月14日，印尼版Google以首頁塗鴉慶祝布纳肯国家公园成立27週年。

## 地质
1500至500万年前，该地区的火山爆发，使得火山凝灰岩成为这里地表的主要构成物。万鸦老图阿岛是一座海拔超过600米的锥形休眠火山，是国家公园内的最高点。布纳肯岛由火山活动和珊瑚化石堆积形成。Nain岛是一个圆顶形岛，最高海拔139米。Mantehage岛相对较为平坦，岛上有红树林森林，部分陆地被狭窄水道隔开。Siladen岛是一个珊瑚沙岛。Arakan-Wawontulap和Molas-Wori是位于苏拉威西岛本岛北部的地区，主要是相对平坦的低矮火山区。从苏拉威西岛海岸到布纳肯公园中的小岛之间没有大陆架连接，各岛之间的海域深200至1,840米。

## 生物群

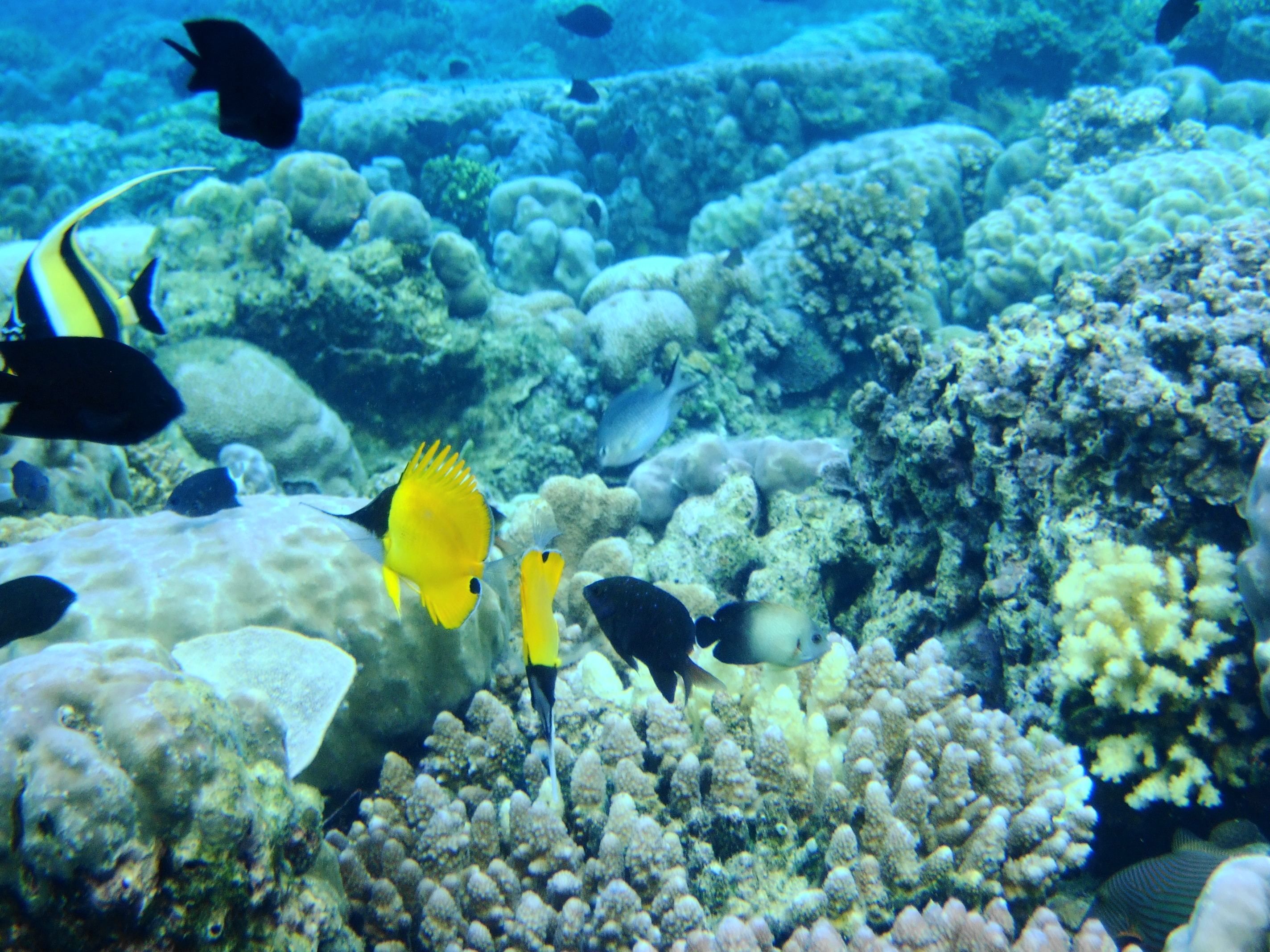
布纳肯国家公园的珊瑚

布纳肯国家公园有物种非常丰富的珊瑚礁生态系统，珊瑚礁种类以裙礁和堡礁为主。公园水域中被记录到的共有390余种珊瑚。这里可以找到的海藻包括蕨藻、仙掌藻和粉团扇藻等，最主要的海藻是生长在Montehage岛和Nain岛的泰来藻、海菖蒲和全楔草。公园也拥有多种鱼类、海洋哺乳动物、爬行动物、鸟类、软体动物和红树林。
大约有90种鱼生活在布纳肯国家公园的水域内，包括主刺盖鱼、长鳍𫚕、管海马、四线笛鲷、高体拟花鮨、双线眶棘鲈等种类。软体动物则有大砗磲、唐冠螺、鹦鹉螺、海鞘等。
据称，布纳肯国家公园有比夏威夷多出七倍的珊瑚以及所有已知的印度太平洋西海区中70%的鱼类。
陆地上，布纳肯公园内的各岛拥有丰富的棕榈、西米、椰子等植物。居住在陆地和海滩上的主要动物有黑猴、爪哇鬣鹿和苏岛袋猫等。公园的红树林包括红树和海桑两个种类。森林内有螃蟹、海螯虾和软体动物等物种，此外还有海鸟，如鸥、鹭、海鸠和鹳等动物。

## 原住民及旅游

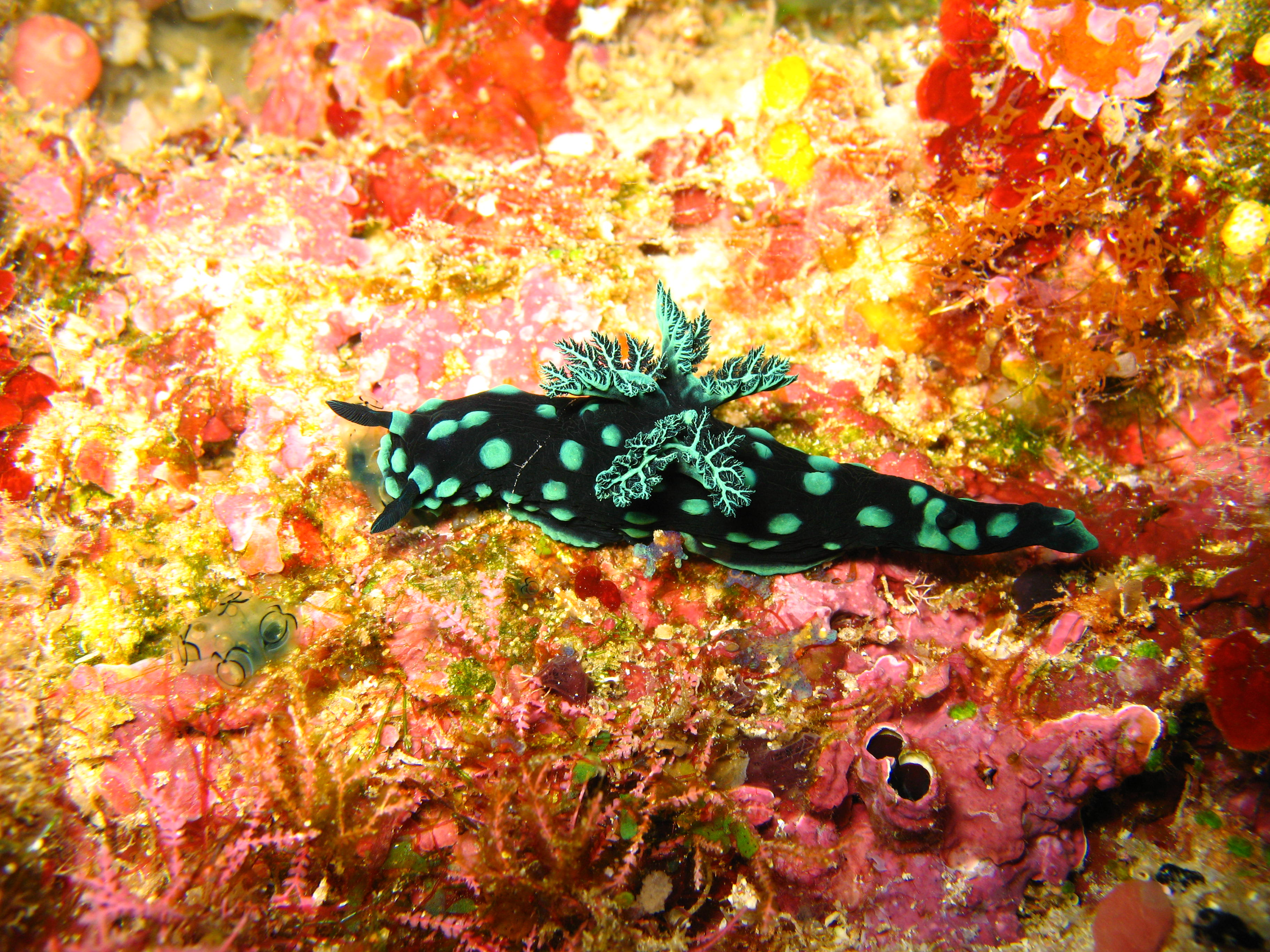
布纳肯国家公园水域中的一只鸡冠多角海蛞蝓

这一地区人口稠密，公园内有22个村庄共约35,000人。大部分当地人都是渔民或者农夫，种植椰子、番薯、香蕉或用于出口的海藻，而旅游业者只占少部分，从事潜水导游、船只经营以及在服务站工作。布纳肯公园的旅游业发展良好，住宿范围从背包客小屋到五星级度假村。2003年到2006年间，每年到访游客共有32,000至39,000人，其中约8,000至10,000人是国际游客。

## 保护和威胁
布纳肯国家公园成立于1991年，是印度尼西亚的首个海洋公园。2005年，印度尼西亚向联合国教科文组织提交了将公园纳入世界遗产名录的申请。虽然其拥有国家公园的地位以及大量资金投入维护，但是由于如珊瑚开采、锚地损坏、爆破捕鱼、投毒捕鱼、潜水活动和垃圾污染等的威胁，公园遭受了缓慢而持续的退化。作为“苏禄-苏拉威西海洋生态区行动计划”（Sulu Sulawesi Marine Eco-region Action Plan）的一部分，世界野生动物基金会为国家公园提供保护支持。具体行动包括参与执法和巡逻，此举效果显著，爆破捕鱼的数量明显减少。

## 资料来源
1. 1 2 3  . bunaken.org. 2009-12-14. （原始内容存档于2009-01-31）.
2. 1 2  E. Turak and L. DeVantie.  (PDF). www.bunaken.org.   [2009-12-15].[永久]
3. 1 2 3 4 5 6  . www.dephut.go.id.   [2009-12-14]. （原始内容存档于2010-02-10）.
4. ↑  .   [2018-08-25]. （原始内容存档于2018-08-20）.
5. 1 2  . whc.unesco.org. UNESCO.   [2009-12-14]. （原始内容存档于2009-11-10）.
6. ↑  . Official Website of the North Sulawesi Tourism Promotion Board. （原始内容存档于2011-04-11）.
7. ↑  . Dive The World.   [2017-09-29]. （原始内容存档于2014-04-03）.
8. ↑   (PDF). wwfid.panda.org. WWF.   [2009-12-14]. （原始内容 (PDF)存档于2011-07-27）.
9. ↑  . www.bunaken.org.   [2009-12-14]. （原始内容存档于2009-02-01）.
10. ↑  . www.wwf.or.id. WWF.   [2009-12-14]. （原始内容存档于2010-01-02）.